# علي جمال الناظر
علي جمال الناظر (22 يناير 1930 - 5 سبتمبر 2006) هو وزير السياحة المصري خلال فترة (1979 - 1982) ووزير الاقتصاد المصري السابق، ورجل أعمال واقتصاد مصري، بارز خلال تسعينيات القرن العشرين في مصر.

## حياته ونشأته
علي جمال محمد عطية الناظر ولد في محافظة أسوان، في 22 يناير سنة 1930، كان والداه محمد عطية الناظر مدير مديرية أسوان وقنا الأسبق وعضو مجلس الشيوخ خلال فترة المملكة المصرية، تربي علي الأصول العريقة لصعيد مصر، حصل علي درجة البكالوريوس من كلية التجارة جامعة القاهرة سنة 1950، أكمل الدراسات العليا بمؤسسة التمويل الدولية جامعة بيتسبرغ بالولايات المتحدة، ينحدر من عائلة عريقة من محافظة سوهاج حيث كان جده محمد افندي عطية ناظرا لقسم طهطا في عهد الخديوي إسماعيل خصص له والداه بوليصة تأمين قيمتها مائتان جنيه كانت رأس ماله أول مشروع ينفذه في حياته، أولاده (رشا وحاتم)، ولديه حفيدين (ملك وعلي).

## مسيرته

### وزارة
عُينَ الناظر بعد تخرجه باحثاً بوزارة الاقتصاد القومي سنة 1950، وتدرج في المناصب بها حتي أصبح وكيلاً أول للوزارة سنة 1976، ثم رئيس الهيئة العامة للاستثمار سنة 1977، ثم وزيراً للتعاون الاقتصادي سنة 1978، ثم ووزيراً للسياحة والطيران سنة 1979 حتي سنة 1982، وكان هذا آخر منصب في العمل الحكومي، ليبدأ رحلة جديدة في عالم الاقتصاد والسياسة، تميز فيها بنجاحه كمسؤول حكومي سابق وقيادي لكبري منظمات الاقتصاد في التعامل مع الحكومة وترويض قراراتها.

### رياضة
انتظم الناظر في نفس الوقت بممارسة رياضة السباحة حتي وصل الي منتخب مصر لسباحة سنة 1957 ومثل مصر في دورة الألعاب الأوليمبية بروما سنة 1960،ممارسة رياضة كرة السلة وكرة الماء لاعباً والقيادات التي تولاها في العديد من الاتحادات والأندية والجمعيات المعنية بهذه الأنشطة ثم عضواً بمجلس إدارة الاتحاد المصري للسباحة وانتخب رئيسا لنادي هليوبوليس سنة 1975.

### سياسية
كان الناظر محبا لبلده الأصلية ام دومة التابعة لمركز طما ومحافظة سوهاج حيث انتخب نائبا في مجلس الشعب عن دائرة طما سنة 1979.
إضافة لمقعده البرلماني، كان عضواً في الحزب الوطني الديمقراطي المنحل، بلجنة أمانة السياسات واللجنة الاقتصادية.
آمن في رحلته "(علي حد تعبيره)" بأهمية خروج رجال الأعمال للبحث عن فرص التجارة وجذب الاستثمارات الأجنبية فكانت المجالس الاقتصادية المشتركة بين مصر ودول العالم والرحلات الترويجية السنوية التي نظمتها الجمعية لأعضائها.

### اقتصاد
تميز الناظر بنجاحه كمسؤول حكومي سابق وقيادي لكبري الشركات الاقتصادية، في التعامل مع الحكومة وترويض قراراتها.
وكانت الإنطلاقة في عالم الأعمال من خلال رأس مال قيمته مائتان جنيه فقط، خصص له والداه بصرف قيمته عقب تخرجه في الجامعة، نفذ أول مشروع بالتعاون مع بعض الفنيين بوكالة البلح لإنتاج قطع غيار الدراجات والدراجات النارية، حقق فيها نجاحاً كبيراً، ولحسن حظه تصادف بخبراء اقتصاديون، منهم عبد الجليل العمري. عبد المنعم القيسوني علي الجريتلي حامد السايح اكتسب الخبرة منهم. ومع بداية سياسة الانفتاح الاقتصادي في عهد محمد أنوار السادات، بدء تشجيع سياسة الاستثمار، وعين الناظر أول نائب لرئيس هيئة الاستثمار في مصر، كان رئيس الهيئة هو وزير الاقتصاد بحكم منصبه، اتجه بعد العمل الحكومي للعمل الحر، أسس أربع شركات في مجالي التصنيع وشركة إنتاج الاحذية بالتعاون مع الخبرة الإيطالية وشركة الأثاث بالتعاون مع الخبرة الفرنسية و شركة للسياحة وشركة للتعدين انتخب نائبا لرئيس جمعية راجل الأعمال المصريين سنة 1983 ثم رئيسا للجمعية من 1985 حتي سنة 2002، وعمل كمستشار مالي واقتصادي.

## وفاته
أعطي الناظر درساً مهماً في نهاية حياته، في دفاعه عن قضية فصل مجالس الأعمال الاقتصادية المشتركة عن تبعية الحكومة، ككجهة مستقلة، وبعد رحلة طويلة من الأعمال التي مزجت بين الرياضة والسياسة والاقتصاد، توفي في الخامس من شهر سبتمبر سنة 2006 في مستشفى دار الفؤاد بالقاهرة بعد معاناة مع المرض.